# Chiesa di San Giuseppe Sposo di Maria Vergine
La chiesa di San Giuseppe Sposo di Maria Vergine è un luogo di culto cattolico di Gandino, sussidiaria della parrocchiale di Santa Maria Assunta della diocesi di Bergamo.

## Storia
L'edificio fu edificato tra il 1521 e il 1523 originariamente dedicato anche a san Rocco, passando poi alla gestione della confraternita di San Giuseppe eretta il 22 giugno 1596.
Furono poi eseguiti lavori di mantenimento e ammodernamento nel Seicento mentre l'organo a canne fu posto solo nel 1836. La chiesa era posta in prossimità del convento dei frati francescani, e l'istituto Giovanelli retto dalle suore terziarie. L'edificio fu decorato a opera di Paolo Micheli nel 1602. La chiesa fu ampliata nel 1604 con la creazione del porticato con il sopraelevato oratorio che fa parte dell'aula.
Nel 1679 furono eseguiti i lavori per la formazione della cantoria mentre la torre campanaria fu elevata su disegno di Lorenzo Bettera nel 1689.

## Descrizione

### Esterno
L'edificio è posto ungo la via centrale Papa Giovanni XXIII, anticipato dal un pronao composto da quattro colonne in marmo di Zandobbio complete di basamento e capitelli ionici che reggono l'architrave con fregio e quelli che erano i locali della congregazione che  aveva la gestione della chiesa. Questa parte ospita tre aperture rettangolari complete di contorni in pietra, atte a illuminare l'aula divise da lesene con capitelli che reggono il fregio e la gronda del tetto.

### Interno
L'interno a navata unica aveva originariamente due altari oltre a quello maggiore dedicati a sant'Anna e san Rustico e Fermo. La navata con volta a botte, si compone di quattro campate divise da lesene  complete di capitelli che reggono il cornicione non praticabile ed è illuminata dalle finestre poste sulla facciata e altre finestre poste sopra il cornicione. La prima campata ospita due colonne in pietra che reggono tre archetti nella cui parte superiore vi sono i locali della congregazione di san Giuseppe, locali che si protraggono verso l'aula.
Fu poi edificato nel Seicento l'altare presente nella seconda campata titolato a san Carlo Borromeo, per essere poi intitolato a san Francesco da Paola, in armo bianco e verde che ospita l'ancona in stucco e la statua vestita del santo titolare con la scritta del 1847 “Fantoni fecit e Forzenigus restaravit”, indicando la realizzazione dai Fantoni di Rovetta. La parte è completa di una piccola cupola ellittica con tamburo e quattro piccole finestre che danno luce all'altare. La cantoria e l'organo sono poste nella terza campata sul lato sinistro, mentre corrispondente sul lato destro vi è il pulpito ligneo. La zona presbiteriale è posta nella quarta campata più elevata rispetto al resto dell'aula e anticipata dall'arco trionfale con le entrate laterali.
L'altare maggiore è in legno dipinto dorato opera della bottega Manni la cui ancona risulta eseguita nel 1754 e conserva il gruppo scultoreo della Crocifissione con la Madonna e san Giuseppe, anche se questa è una presentazione differente dall'usuale che vorrebbe san Giovanni a fianco della Madre perché per tradizione, san Giuseppe era già morto al tempo della crocifissione. La zona del presbiterio termina con il coro ligneo in radica completo di lesene divisorie in noce realizzato nel 1630 da Paolo Micheli.
L'interno conserva le statue del compianto in terracotta documentata nei registri della confraternita di san Giuseppe nel 1707, e le tele del Seicento di autori ignoti: Episodi della vita di san Francesco da Paola, la Purificazione di Maria Vergine, Madonna col Bambino e san Carlo Borromeo e un dipinto a fresco raffigurante l'incontro di Tobia e Sara risalente al Cinquecento.